# Modraszek lazurek
Modraszek lazurek (Polyommatus thersites) – gatunek motyla z rodziny modraszkowatych (Lycaenidae). W Polsce zagrożony wyginięciem, wpisany na Czerwoną listę zwierząt zagrożonych i ginących w Polsce ze statusem EN (endangered) – silnie zagrożony. 

## Cechy
Skrzydła o rozpiętości 28–30 mm. Wyraźnie zaznaczony dymorfizm płciowy. U samców wierzch skrzydeł błękitny z czarną, wąską obwódką na zewnętrznym brzegu skrzydeł. U samic skrzydła są ciemnobrunatne z rzędem pomarańczowych plamek przy zewnętrznym brzegu tylnego, a niekiedy i przedniego, skrzydła. Bardzo podobny do modraszka ikara (Polyommatus icarus), jednak w odróżnieniu od niego nie posiada dwóch czarnych plam w części nasadowej spodu przedniego skrzydła.

## Rozmieszczenie geograficzne
Zachodnia Palearktyka. Od Maroka przez południową i środkową Europę do Azji Mniejszej. Północna granica zasięgu tego gatunku przebiega przez środkowe Niemcy i południową Polskę. W Polsce na Ponidziu, okolicach Kielc i wschodniej części Wyżyny Lubelskiej.

## Środowisko
Murawy kserotermiczne na wzgórzach i zboczach. Preferuje tereny o podłożu wapiennym lub gipsowym.

## Biologia
Jaja składane pojedynczo na roślinach żywicielskich. Gąsienice, które są stadium zimującym, żerują początkowo na kwiatach, później również na liściach. Roślinami żywicielskimi gąsienic są: sparceta siewna (Onobrychis viccifolia) i sparceta piaskowa (Onobrychis arenaria). Gąsienice wchodzą w fakultatywne relacje z mrówkami z gatunków hurtnica podobna (Lasius alienus), koczowniczka czarna (Tapinoma erraticum) oraz rodzaju Myrmica. Owady dorosłe pojawiają się w dwóch pokoleniach. Pierwsze pokolenie od połowy maja do końca czerwca, drugie od połowy lipca do końca sierpnia.